# Ghatamaranahalli, Sidlaghatta
Ghatamaranahalli là một làng thuộc tehsil Sidlaghatta, huyện Kolar, bang Karnataka, Ấn Độ.